# Српске епске народне пјесме
Српске епске народне пјесме представљају облик епске поезије коју су створили Срби поријеклом из данашње Србије, Босне и Херцеговине, Црне Горе, Хрватске и Македоније. Главне циклусе су написали непознати српски аутори између 14. и 19. вијека. Они се у великој мјери баве историјским догађајима и личностима. Инструмент који прати српску епску поезију су гусле.
Српска епска народна поезија је дала допринос у развоју српске националне свијести. Циклуси Краљевића Марка, хајдука и ускока, надахнули су Србе да поврате слободу и своју херојску прошлост. Хајдуци се виде као саставни дио националног идентитета; у причама, хајдуци су хероји: играли су улогу српске елите током османске владавине, бранили су Србе од османског угњетавања и припремали за национално ослобођење и доприњели томе током оба српска устанка.

## Историја
Најстарији преживјели запис неке српске епске пјесме је десети стих бугарштице из 1497. године о заточењу Јанка Сибињанина у тамници Ђурђа Бранковића. Познато је да су Срби епске пјесме изводили уз гусле током османске владавине. Познати српски извођачи боравили су на пољским племићким дворовима у 16. и 17. вијеку, а касније на простору данашње Украјине и Мађарске. Угарски историчар Себастијан Тиноди 1554. године је написао „Постоје многи гуслари овдје у Угарској, али ниједан није бољи у српском стилу од Димитрије Карамана” и описао Караманово извођење турском господару Улуману 1551. у Липови, у коме је гуслар гусле држао између кољена. Хроничар и пјесник Маћеј Стријковски у својој хроници из 1582. говори о томе како Срби пјевају јуначке пјесме о борби предака против Турака. Јузеф Бартоломеј Жиморович користи фразу „пјевати уз српске гусле” у својој идили „Пјевачи” из 1663. године.
Вук Стефановић Караџић је 1824. године послао копију своје збирке народних пјесама Јакобу Гриму, који је изразито био занесен пјесмом „Зидање Скадра”. Грим је пјесму превео на њемачки језик и рекао да је „једна од најдирљивијих пјесама свих народа и свих времена”.
Већина епских пјесама је о ери османске окупације и борби за ослобођење од ње. Напорима Вука Стефановић Караџића, многи од тих епова су прикупљени и објављени у његовим књигама у првој половини 19. вијека. Почетком и средином 19. вијека, објављене су прве систематске збирке српских народних пјесама, приповједака, загонетки и пословица. Прикупио их је Вук Стефановић Караџић „са топлих усана народа”. То су биле: „Мала простонародна славено-сербска пјеснарица” (1814), „Народна сербска песнарица” (1815), „Народне српске приповијетке” (1821) и „Народне српске пословице” (1836). Сљедећа књига је била „Српске народне пјесме из Херцеговине. Женске” (1866) које је сакупљао Вуков сарадник и помоћник Вук Врчевић, а Вук их је припремио за објаву непосредно прије своје смрти. Српска народне поезија је изванредно примљена, јер се појавила у Европи када је романтизам био у пуном цвату. Ова поезија, која се појавила у Караџићевој антологијској збирци, испунила је „очекивања” префињене европске публике, поставши жива потврда Хердерова и Гримове идеје о усменој традицији. Јакоб Грим је почео учити српски језик, како би пјесме могао читати у оригиналу. Он је написао тренутну анализу сваке нове збирке српских народних пјесама. Рангирао их је као једнаке „Пјесми над пјесмама”, као и Гете касније. Захваљујући Гриму, штавише на иницијативу Јернеја Копитара, српска народна књижевност нашла је своје мјесто у свјетској књижевности.

## Гусле
Гусле су жичани инструмент који прати херојске пјесме (епску поезију) на Балканском полуострву. Инструмент се вертикално држи између кољена, са прстима лијеве руке на врату инструмента. Жице се никада не притишћу код врата, давајући тако хармоничан и јединствен звук. Не постоји консензус о поријеклу инструмента, док неки истраживачки вјерују да су га Словени донијели на Балкан, засновано на византијском извору из 6. вијека. Теодосије Хиландарац је написао да је Стефан Првовјенчани често забављао српско племство музичарима са бубњевима и гуслама. Поуздани записи о гуслама јављају се тек у 15. вијеку. Путнички мемоари из 16. вијека помињу инструмент у Босни и Србији.
Познато је да су Срби пјевали уз гусле током османске владавине. Познати српски извођачи боравили су на пољским племићким дворовима у 16. и 17. вијеку, а касније на простору данашње Украјине и Мађарске. Постоји стари запис у српској књижевности у коме пише да је српски гуслар био присутан на двору Владислава II Јагелоа 1415. У пјесми објављеној 1612, Каспер Мијасковски пише „српске ће гусле и гајде заглушити месојеђе”. Јузеф Бартоломеј Зиморович користи фразу „пјевати уз српске гусле”.

## Циклуси
Српске епске народне пјесме подијељене су на сљедеће циклусе:
- Неисторијски циклус — пјесме о словенској митологији, посебно о змајевима и вилама,
- Преткосовски циклус — пјесме о догађајима који су претходили Косовској бици (1389),
- Косовски циклус — пјесме о догађајима који су се догодили непосредно прије или послије Косовске битке,
- Циклус Краљевића Марка — пјесме о Марку Краљевићу,
- Покосовски циклус — пјесме о догађајима послије Косовске битке,
- Хајдучке и ускочке пјесме — пјесме о хајдуцима и ускоцима,
- Пјесме о ослобођењу Србије и Црне Горе — пјесме о биткама против Турака из 19. вијека.

Пјесме описују историјске догађаје са различитим степеном тачности.

## Значајни људи
- Бенедикт Курипечич (16. вијек), дипломата који је путовао по Босни и Србији за вријеме османске владавине 1530. године и забиљежио епску пјесму о Милошу Обилићу, која није била популарна само међу Србима на Косову, него и међу Србима из Босне и Хрватске. Такође је забиљежио и неке легенде о Косовској бици и објаснио да је у цијелом региону компонована нова поезија на ту тему.[14]
- Димитрије Караман (fl. 1551), најстарији познати српски гуслар.
- Аврам Милетић (1755 — послије 1826), трговац и текстописца, најпознатији по писању најраније збирке урбане лирике на српском језику.
- Старац Рашко, један од најважнијих извора епске поезије коју је забиљежио Вук Стефановић Караџић.
- Филип Вишњић (1767—1834), српски гуслар познат као „Српски Хомер”, због његовог сљепила и пјесничке надарености.
- Тешан Подруговић (1783—1815), српски хајдук, приповједач и гуслар који је учествовао у Првом српском устанку и један од најважнијих извора за српску епску поезију.
- Живана Антонијевић (ум. 1822), позната као „Слијепа Живана”, једна је од омиљени женских пјевачица Вука Стефановића Караџића.
- Вук Стефановић Караџић (1787—1864), био је српски филолог и лингвиста који је био главни реформатор српског језика. Због његовових збирки пјесама, бајки и приповјетки, можда заслужује да се зове оцем српског фолклора.
- Петар Перуновић (1880—1952), познат као „Перун”, познати је гуслар који је свирао за Николу Теслу и први гуслар који је снимио српску епску поезију у студију.
- Ђуро Милутиновић (1770—1844), гуслар на српском двору.

## Ликови
Средњи вијек
- Цар Душан, српски цар
- Кнез Лазар, кнез и легендарни цар
- Павле Орловић, витез
- Милан Топлица, витез
- Иван Косанчић, витез
- Девет Југовића, укључујући Бошка Југовића
- Бег Костадин
- Милош Војиновић
- Мали Радојица, хајдук
- Дели Радивоје
- „Змај Огњени Вук”, заснован на лику Вука Бранковића, српског деспота
- Болани Дојчин, вјероватно заснован на Јовану VII Палеолог и Андронику Палеологу
- Реља Крилатица
- Поп Мило Јововић
- Бајо Пивљанин
- Стари Вујадин
- Алил-ага
- Сибињанин Јанко
- Југ Богдан
- Јанко од Котара
- Старина Новак (дјелимично)
- Муса Кесеџија, непријатељ Краљевића Марка, настао је спајањем неколико различитих историјских личности, укључујући Мусу Челебију и Бајазита I и Муса од породице Музака, док Јован Томић вјерује да је заснован на поборнику Јеген Осман-паше
- Ђемо Брђанин, непријатељ Краљевића Марка, припадник породице Музака (Ђон Музака) или можда османско војни лице Јеген Осман-паша
- Вуча Џенерал, непријатељ Краљевића Марка, Тануш Дукађин, припадник породице Дукађини или Еуген Савојски или Петер Доци
- Филип Мађарин, непријатељ Краљевића Марка, Филипо Сколари, италијански кондотјер, генерал, стратег и човјек од повјерења краља Жигмунда Луксембуршког
- Арнаут Осман

Многи други јунаци српске епске поезије су такође засновани на историјским личностима:
- Страхиња Бановић — Ђурађ II Балшић
- Југ Богдан — Вратко Немањић
- Бег Костадин — Константин Драгаш Дејановић
- Јанош Хуњади — Сибињанин Јанко
- Петар Дојчин — Петер Доци
- Максим Црнојевић — Станко Црнојевић
- Бајо Пивљанин — Бајо Николић
- Павле Стријемљанин — Паво Стријемљанин
- Михајло Свилојевић — Михаљ Силађи
- Јанко од Котара — Јанко Митровић
- Манојло Грчић — Манојло I Комнин
- Реља Крилатица — Хреља

Неки хероји су приказани заједно са својим коњима, Марко Краљевић са Шарцем, Војвода Момчило са Јабучилом, Милош Обилић са Ждралином, Дамјан Југовић са Зеленком, Бановић Страхиња са Ђогином, Хајдук Вељко са Стрином и Срђа Злопоглеђа са Вранцем.

## Изводи
- Словенска антитеза:

| „                           | Два су бора напоредо расла, Међу њима танковрха јела; То не била два бора зелена, Ни међ’ њима танковрха јела, Већ то била два брата рођена: Једно Павле, а друго Радуле, Међу њима сестрица Јелица | ” |
| — Бог ником дужан не остаје | |   |

- Говор Марка Краљевића:

| „                            | „Ја се бојим, да не буде кавге, „Ако би се заметнула кавга, „Тешко оном, тко ј’ најближе Марка!” | ” |
| — Марко пије уз рамазан вино |                                                                                                  |   |

Савремени примјер српске епике забиљежио је 1992. године режисер Павел Павликовски у документарном филму Serbian epics снимљеном за Би-Би-Си; анонимни гуслар пореди Радована Караџића, док се припрема да крене у Женеву на мировне преговоре, са Ђорђем Петровићем Карађорђем, који је предводио Први српски устанак 1804:
| „ | Радоване, човјече од гвожђа! Први вожде послије Карађорђа! Одбрани нам слободу и вјеру, На студеном Женевском језеру. | ” |

## Савремене српске епске народне пјесме
Епска поезија се биљежи и данас. Неке савремене пјесме су објављене у књигама или су снимљене, и заштићене су ауторским правима, а неке су и у јавном власништву, каснији аутори су их измјенили као старе пјесме. Постоје нове пјесме које опонашају стару епску поезију, али су духовите и нису епске природе; оне такође циркулишу без знања аутора. Савремени епски хероји су: Радован Караџић, Ратко Младић и Војислав Шешељ. Теме пјесама су: Југословенски ратови, НАТО бомбардовање СРЈ и Хашки трибунал.
Популарни савремени српски гуслари су: Миломир Миљанић, Ђорђије Копривица, Бошко Вујачић, Властимир Бараћ, Сава Станишић, Милош Шегрт, Саша Лакетић и Милан Мрдовић.